# Glorfindel
Glorfindel è un personaggio di Arda, l'universo immaginario fantasy creato dallo scrittore inglese J. R. R. Tolkien. Compare nel Silmarillion, nel Signore degli Anelli e in altre opere tra cui i Racconti perduti e La caduta di Gondolin.

## Biografia del personaggio

### Prima Era
Glorfindel era un elfo appartenente ai Noldor, che viveva a Gondolin, dove era luogotenente del re Turgon e comandante della Casata del Fiore Dorato, famiglia nobile della città. Combatté inoltre nella Battaglia delle Innumerevoli Lacrime, da cui uscì sconfitto insieme a tutto il suo popolo. Durante la caduta di Gondolin, quando la città venne assaltata di sorpresa da un esercito di Morgoth, ingaggiò un eroico combattimento contro un Balrog, cadendo insieme a lui in un abisso dove trovò la morte. Il suo sacrificio tuttavia consentì a Tuor di mettersi in salvo insieme alla moglie e al figlio Eärendil, fuggendo dalla città distrutta.

### Terza Era
Riapparve nella Terra di Mezzo molto tempo dopo, durante la Terza Era, dove ebbe una parte importante nelle guerre contro il più potente schiavo dell'Anello, il Re di Angmar. Fu lui a profetizzare che questi non sarebbe morto per mano di un uomo. Nel Signore degli Anelli inoltre salvò Frodo Baggins, inseguito dai Nazgûl, portandolo a Gran Burrone sul suo cavallo Asfaloth. Partecipò poi anche al consiglio di Elrond.

## I due personaggi
Tolkien inizialmente intendeva considerare l'elfo della Prima Era e quello della Terza Era come due personaggi distinti, e fu solo a causa di un errore che diede loro lo stesso nome. Tuttavia, dal momento che nel suo legendarium gli elfi avevano in effetti la possibilità di tornare dalla morte, reincarnandosi nel corpo che avevano avuto e mantenendo i loro ricordi, egli a posteriori decise che i due erano in effetti lo stesso elfo. Glorfindel in seguito alla propria morte era andato nelle aule di Mandos, ma da lì era tornato in vita durante la Seconda Era. In realtà, essendo della stirpe dei Noldor, non avrebbe dovuto avere questa possibilità, ma essa gli venne ugualmente concessa, in virtù della sua statura morale e grazie al fatto che non aveva avuto alcuna responsabilità nel fratricidio di Alqualondë (ossia l'evento in seguito al quale i Noldor avevano perso la possibilità di reincarnarsi).

## Adattamenti
Nella trasposizione cinematografica del Signore degli Anelli di Peter Jackson, il personaggio è stato tagliato e il suo posto è stato preso da Arwen, che nel film ha un ruolo maggiore rispetto al romanzo. Anche nella pellicola del 1978 il personaggio non è presente e questa volta il suo posto viene preso da Legolas.